# Черепківці
Черепкі́вці — село в Україні, у Глибоцькій селищній громаді Чернівецького району Чернівецької області. Населення становить 2082 особи.

## Географія
Відстань до райцентру становить близько 11 км і проходить автошляхом Т 2607. На залізничній станції у селі діє пункт контролю на кордоні з Румунією Вадул-Сірет—Вікшани.

## Історія

### Легенди
Історія виникнення села сягає в сиву давнину. За легендою, назва села Черепківка походить від слова «черепки», які й зараз виорюються плугами на місці сучасного розташування села. Ці уламки посуду (черепки) сягають періоду Трипільської культури (III тис. до н. є.) та культури карпатських курганів (ІІ-У ст. н. е.).
Проте, існують ще кілька легенд щодо виникнення назви села. В одній з них, зокрема, говориться, що в земляних надрах села колись було багато каміння, яке залягало плоскими шарами. Населення розколювало його. Плитки каміння нагадували своєю формою черепицю. Каміння використовували для потреб населення, а частково продавали. Місцевість, де видобували «черепицю» стали називати Черепківцями.
Існує інша версія, де йдеться про те, що спочатку селище, яке згодом дістало назву «Черепківці» знаходилось поблизу річки Серет. Територію, де жили перші поселенці, руйнівна сила води почала підмивати і вони перенесли свої хати на місце, де зараз знаходиться село. Перші переселенці займались гончарною справою. Тому і до цього часу знаходять черепки глиняного посуду.
Ще за однією версією вважають, що перші поселення були на північний захід від сучасного села і називалась ця місцевість Берестя. Внаслідок воєнних сутичок у прикордонній смузі на кінець XVIII століття воно опустіло. Люди, що уціліли, переселились у південно-східну частину даної місцевості, і це поселення стало називатись Черепківці.
В іншій легенді говориться, що назва села походить від того, що один з перших поселенців був росіянин Черепков.
Ще в одній неймовірній легенді говориться, що на місці перших поселень було багато горобців, які «чіріпкали». Від цього і пішла назва Черепківці.

## Частини села
Частини села — кути, теж мають свою цікаву історію виникнення. Так, виникнення назви кута Стрільчуки пов'язана з історією героїчної боротьби народного ватажка Олекси Довбуша. Після смерті Довбуша його стрільці розійшлись і поселились в різних місцях. Існує думка, що частина цих стрільців переховувалась в лісі, де з часом і утворився кут Стрільчуки. Пізніше цей кут стали називати «Глюжа» за назвою горба.
Центральна частина села так і називається «Село». Говорять: «Іду у Село». Тут знаходяться сільська рада, школа, церква, сільський будинок культури, дошкільна дитяча установа, панський будинок.
В цьому будинку колись проживав пан Ніко Гуржинський. За національністю вірмен. Йому належали всі родючі землі сіл Черепківці, Нового Вовчинця, частина земель села Старий Вовчинець, Слобідки. Проживав пан в будинку, що звів його дід, пан Чорнявський в 60-70 роки XIX століття. Розташований будинок на пагорбі. Містить у собі підвальне приміщення та три поверхи. Третій поверх збудований у вигляді башти з вікнами, що виходять на 4 сторони. З них відкривається чудесний краєвид. Зведено будинок у класичному стилі. На зведення та оздоблення будинку були витрачені великі кошти. Дерево привезли з Карпат, цеглу з Радівців (тепер Румунія), матеріал для оздоблення з Відня (Австрія).
План архітектурної споруди розроблявся в Австрії, архітектор з Відня (ім'я не збереглось). Покрівля бляшана, долівку вистелено червоним деревом. На сьогоднішній час будинок занедбаний, потребує негайної реставрації.
Чимало топонімічних назв села пов'язано з панським будинком чи самим паном. Крім вулиці, Панським ще називають берег Серета, до якого виходить Панська вулиця. Територія землі панським будинком називається «Задворшце». «Дідове» — від слова «дідич», тобто, поміщик. Назва «Помірки»- від поняття міряти селянські наміри землі. Цікава історія назви території «Одаї»- О! Дав! Поміщик землю селянам. Назва території « Крива фальча» називається через нерівну поверхню землі.
Є і інші назви територій. «Біля пошти» називається так тому, що раніше там була, яка обслуговувала мандрівників, що їздили з Молдови до Відня та інших міст Європи. «Польські левади» — територія, де жили поляки, яких було після 1774 року переселено із Польщі на Буковину (Проживали вони тут до закінчення війни з фашистами. До цього часу залишився тільки один будинок). Частина земель через горбистий рельєф називають «Карпати» (раніше називали «Тарапонові землі»), є «Селеще», «Діброва», «Калинів» та інші.
Береги Серету також мають свої назви: «Куртюх», «Курчовані», «Одая», «На Павла», «НаКулячці», «У зоні» (остання назва від розташування біля кордону, тобто у прикордонній зоні).
Будинок сільської ради села Черепківці побудований у 1935 році, знаходиться в частині «Село».
Частина села «Засерет» отримала назву через те, що розташована на лівому березі річки Серет, тобто, за Серетом.
«Зарампа»—це частина села, яка знаходиться за станцією Вадул-Серет. Щоб потрапити в цю частину села, необхідно перейти залізничне полотно. Цей переїзд регулюється шлагбаумом (в селі називають «рампа», а звідси і назва «Зарампа»).
Цікавими є сільські назви деяких вулиць. Так, одну з вулиць села називають «Крякова». Знаходиться вона в місцевості, яку називають"Багна", тобто болотиста місцевість. Там є кілька «балт», де водиться багато жаб, які в літню пору сильно «крякають». ЗвІдси і назва вулиці.
Більше уваги слід приділити вулиці, яка носить назву"Панська". Вона веде до колишнього панського будинку.

## Історія
Перша письмова згадка про село датується 1613 роком. У грамоті цього періоду розповідається, що «…дороги нема тільки на відрізку Сірет—Дорнешти—Черепківка».
За переписом 1900 року в селі Черепківці Серетського повіту було 262 будинки, проживали 1232 мешканці: 1175 українців, 10 румунів, 30 німців, 17 поляків).

## Сьогодення
До складу сільської ради входять 2 населені пункти: Черепківці та Новий Вовчинець. Чисельність постійного населення складає 2394 особи. У Черепківці проживає 2084 осіб, у Н. Вовчинці — 310 осіб. Працюють 12 приватних торговельних точок і 1 магазин Кам'янського ССТ. У продажі є товари першої необхідності промислової та непромислової групи. Проведені ремонти, санітарний стан магазинів на належному рівні, на фасадах приміщень є вивіски з розпорядком роботи.

## Транспорт
Транспортне сполучення з районним та обласним центром здійснюється завдяки маршрутам «Чернівці — Н.Вовчинець», а також транзитним маршрутам, які пролягають безпосередньо через село.
Одним з яких є маршрут " Чернівці-С.Вовчинець" який проїжджає по деяких зупинках
Залізнична станція «Вадул-Сірет» розташована в с. Черепківці Глибоцького району Чернівецької області. Заснована у 1869 році за часів, коли Буковина була під владою Австро-Угорщини. Вже у 1969 році була відреконструйована Радянською владою. Станцію обслуговують 280 працівників, які чітко виконують поставлені Львівською залізницею завдання, безперебійно забезпечують безпеку руху та охорону праці працівників станції.
З 13 грудня 2015 року Укрзалізниця запустила щоденні україно-румунські поїзди Вадул-Сірет — Бухарест та Вадул-Сірет — Сучава.

## Об'єкти соціальної сфери
На території сільської ради знаходяться 3 освітянські установи: Черепковецька ЗОШ І-ІІІ ст., Новововчинецький НВК, Черепковецький ДНЗ. Навчання в закладах ведеться українською мовою. Бібліотечний фонд Черепковецької ЗОШ складає 35,182 примірників, в тому числі 6,762 підручників, Новововчинецький НВК — 264 примірники, в. т.ч. 232 підручники. В селі створена непогана спортивна база по фізичному вихованню. На території загальноосвітньої школи розташований спортивний майданчик, футбольне поле. У школі працює філія Кам'янської ДЮСШ, вихованці якої показують високі здобутки в змаганнях різних рівнів. Функціонують: будинок творчості та дозвілля, бібліотека в с. Черепківці, бібліотека в с. Н.Вовчинець. В селі діє народний аматорського колектив «Калинонька»

### Освіта
З 1774 р. і до 1918 р. село було під австрійською короною, і за словами старожилів у цей період була відкрита в селі народна школа. У школі вчилася одна група дітей і вчив їх один учитель. Вчилися лише діти, яки мали одяг, взуття і шкільне приладдя.
Писали на «талах» вуглинками. Директором школи був пан Косієвич, він викладав німецьку та українську мову. Дана школа була з дерева. Для будівництва нової школи потрібна була цегла. Для цього в селі побудували дві цегельні. Школу будувала громада, а керував Ткачук Василь Ілліч. Навчання в новій школі розпочалося 1912 року. Школа була початковою. В листопаді 1918 року територію села захопила боярська Румунія. Життя в селі стало ще гіршим, бідність, голод, експлуатація, панування були кругом. 60 % населення було неписьменним. Діти селян не мали можливості вчитись у середніх і вищих навчальних закладах, відвідати театр, дивитись в кіно, читати книги, оскільки в селі цього не було, а було в Сучаві, Чернівцях, Сереті. Клубу і бібліотеки в селі не було. В період панування боярської Румунії навчання в школі велось румунською мовою. Директором школи в цей період був пан Самушко Тарапон, який народився в селі Старий Вовчинець. Він був директором школи до 1934 року. Потім пан Самушко викладав у вищій школі в м. Чернівці. 1941 року виїхав у Румунію, там і помер. Школа була семирічна, кожний клас мав свого вчителя, релігію викладав священик Лазаріка, який двічі на тиждень вчив дітей «Закону Божого». Знання учнів оцінювалися за 10 бальною шкалою. Учні, які вчилися на 9-10 їхали в Сучаву, Радівці, здавати перевідні екзамени. Так діти відвідували кіно, театри. Першими вчителями були: Топало Віоріка, Валентина Скріпкар, Томанюк Іван.
У 1935-1940 р. директором школи був Сарчинський. Дисципліна в школі була «залізна». За невивчені уроки дітей били вербовими прутами. Такі які закінчували клас на один і два не переводили до наступного класу, а залишали на другий рік. Учень міг залишатись в одному класі поки йому не виповниться 16 років, і тоді учня виключали зі школи.
Нове горе нависло над Україною. Почалася німецько-радянська війна. Два тижні було оточене наше село. Чотири роки тяжкого гніту тягнулись для мешканців села. В цей період школа працювала. Директором школи в цей час був Барбакару Тодор.
У квітні 1944 року в село вступили радянські війська. Післявоєнні роки були для села важкими. Війна залишила в селі свої сліди. В 1944 році директором школи була пані Лісова Марія. Недовго їй прийшлось працювати директором. У 1945 році повернувся з фронту її чоловік Володимир Миколайович Лісовий і приступив до керівництва школою. Він викладав історію. В 1947 році пан Лісовий помер, і поховали його в селі Черепківці на кладовищі. Найтрашніший рік для жителів села був 1947. Посуха, великий неврожай та насильне відбирання зібраного урожаю представниками радянської влади, про що свідчать розповіді очевидців, привело до голоду. Важко було з харчуванням. У цей тяжкий час для села з Чернігівської області прибула молода математик Коломієць Олександра Сергіївна, вчителька початкових класів Галина Тимофіївна Зборовець, історик Марія Петрівна, Полош, Коломієць О. С. була завучем школи, а Усевич Данило Никонорович був директором.
Данило Никонорович був учасником трьох війн, інвалідом (без правої руки), людиною доброї вдачі, доброзичливий, справедливий. У 1948 році він виїхав з села і сліди його загубилися.
Директором стала колишній завуч О.Коломієць. Вона любила театральне мистецтво, у школі діяв самодіяльний театр, організовувала
концерти для жителів села. В 1951 році Олександра Сергіївна після тяжкої операції померла. Поховали в Коломиї.
В 1951 році на посаду директора був призначений Шкуропад Яків Миколайович. Він працював із вчителями: Воронцова — Рештнікова Марія Іванівна (рос.мова та літ.), Холодова Євгенія Іванівна (математик), з Кіровоградської обл., Бистріцька Надія Петрівна (німецька мова), Левченко Надія Йосипівна — (початкові класи), Сергієнко Микола Сергійович — (Поч. класи), Авдєєв Олексій Миколайович (співи).
24 серпня 1953 року директором Черепковецької семирічної школи став 30-ти річний Москвін Веніамін Васильович. Він був нагороджений медаллю «За відвагу», «за перемогу над Німеччиною», «За успіхи в навчанні та вихованні підростаючого покоління». Вениамин Васильович був нагороджений Медаллю ім. Макаренка. Разом з В. В. Москвином працювала завучем школи Пащук Ганна Дорофеївна — (вчитель укр. мови та літ-ри), Бабюк Олексій Євсейович (математику і фізику), Ковальчук Іван Станіславович (історик), Зеленько Анна Артимонівна (біологія), Букатар Валентина Омелянівна (історія), вчитель рос. мови і літератури, Ключник Лідія Василівна, (вчителька математики), Андронійчук Людмила Андріївна, (вчителька поч. класів) Колотило Олімпія Адамівна, Слабогорська Валентина Дмитрівна, учитель малювання Мазур Любов Михайлівна, вчитель німецької мови — Цуркан Тодор Миколайович, Возняк Леонора Аксентіївна.
В 1980 році Веніамін Васильович вийшов на пенсію і директором школи призначено Чорнея Василя Ілліча, який працював до 1987 року.
А 16 березня 1987 року директором школи було призначено Каменюк Родіку Василівну, завучем Яновську Любов Юріївну.
У вересні 2004 року Родіка Василівна Каменюк розпочала збирання коштів на будівництво спортивного залу і майже завершила виготовлення технічної документації, але несподівана смерть обірвала її намагання. А в листопаді директором призначено Чаплю Дмитра Петровича. У 2006 році почали будувати спортивний зал, який в наступному році було введено в експлуатацію. З 8 квітня 2011 року новим директором призначено Столярчука Юрія Васильовича.

## Пам'ятки

### Палац у Черепківцях
Палац знаходиться на території прикордонної військової частини. Різноманіття фасадів та квадратна в плані вежа, що нагадує оборонні башти, надають йому вигляду романтичного замку.
Ймовірно, що маєток закладений на початку ХХ століття і належав, можливо, польському поміщику пану Скибинецькому (?). За іншою версією, в будівлі, котру старі листівки пафосно називають «замком», колись були стайні для племінних бичків, яких відправляли до Африки (?). Сам палац опалювався за подільською методою — гаряче повітря йшло до кімнат по трубах у стінах. Пан Горжецький був людиною простою і комунікабельною, ходив на селянські весілля, а коли на Буковину прийшли радянські війська, емігрував у Румунію.

### Церква
У центрі села на пагорбі, розташована сільська церква. Розташування храму дуже вдале: його видно з усіх сторін, на декілька кілометрів.
Історія заснування храму сягає в сиву давнину. На початку ХІХ століття було зведену дерев'яну церкву. Село розросталось і через деякий час громада села вирішила зводити більшу церкву. Стару дерев'яну церкву було подаровано громаді села Горбівці. А на місці вівтаря старої церкви було встановлено дерев'яний пам'ятний хрест, який до цього часу зберігся.
В 1885 році почалося будівництво нової церкви. Архітектор та інженери, що керували будівництвом, невідомі. У будівництві брали участь громадяни села. Всі роботи велись вручну. Будівництво церкви тривало три роки. Закінчено будівництво і освячено церкву в 1898 році. Названо церкву в честь святого Михайла. Довжина церкви 22 метри, ширина 14 метрів, висота центральної бані з хрестом — 25 метрів. Церква п'ятибанна. Є три входи: центральний, боковий та окремий вхід у вівтар для священика. Церква зведена вівтарем на схід. Справа від вівтаря — жіноча сторона, є також трибуна для проповідей, вона зроблена з дерева, оздоблена дерев'яним мереживом. Зліва від вівтаря, чоловіча частина (чоловічник). Тут також розташована церковна бібліотека. Є великі дерев'яні крісла, оздоблені дерев'яним мереживом, з північної сторони — підвищення для хору. Є три пари дверей у вівтарі: центральні «райські» ворота, в які має право входити тільки священик, дві пари бокових дверей, в які входять чоловіки. Центральний купол з внутрішньої сторони розмальований у вигляді зоряного неба. Решта куполів і стіни розмальовані у вигляді образів всіх святих. На час спорудження храму поле якого сягало 0,12 га землі, одним з перших священиків був Тодор Стрільчук (1857 р.). В той час при церкві існувала трикласна школа. В 1886 році священиком був Лазар Настасі. Пізніше служили священики: Пан Митенко, Іванюк Семен, Подавець Микола, Шкряба, священик Андрій, Алексій, Анатолій, Патковський Дмитро. З 1989 року — отець Георгій Ковальчук.
Біля церкви було зведено дерев'яну дзвіницю в 1895 році, в якій було 5 дзвонів. У 2001 році почали зводити і через рік закінчили нову ошатну дзвіницю. Подвір'я церкви огороджене дерев'яною огорожею, яку в 1997 році почали замінювати цегляною. На подвір'ї церкви також є поховання та пам'ятні хрести. Один зведено на місці вівтаря старої дерев'яної церкви. Біля входу в церкву є 2 хрести, один з них поставила «двадцятка» (церковні активісти) в 1905 році. На хресті викарбувано прізвища громадян. Інший у 1858 році. Цей хрест реставрував Поповинюк Іван, а доглядають за ним його нащадки. Біля стін церкви є два поховання. Тут поховано священика Іванюка Семена Савовича. Друге поховання — це гробниця, в якій за розповідями старожилів с. Черепківці покояться останки панів Гуржецьких (загалом 6 гробів). Біля церкви є старий яблуневий сад та старезні липи. В 1995 році викопали криницю. Біля церкви розташоване кладовище, в центрі якого є могили священика Шкраби і його родини. Поховання характерне для Буковини — курганне. Хрести бетонні, дерев'яні, залізні. Жителі села свято шанують пам'ять предків: в першу суботу після Великодня — поминальний день.
В 1818 році було зведено приходський будинок, в якому жилі священики, потім там жили сім'ї вчителів. В 1998 році знову будинок було повернено церкві. Там зроблено капітальний ремонт, перекрито дах. В цьому будинку є кімната для хрестин дітей, класна кімната для недільної школи, трапезна та кімната для проживання священика.

## Постаті
- Карлійчук Ярослав Васильович (1996—2021) — солдат Збройних сил України, учасник російсько-української війни.
- Копачук Віталій Петрович (1979—2015) — солдат Збройних сил України, учасник російсько-української війни.